# Kayoko Fukuoka
Kayoko Fukuoka (福岡 加余子?, Fukuoka Kayoko; 1º agosto 1949) è un'ex tennista giapponese.

## Carriera
In carriera ha raggiunto due finali  di doppio al WTA Swiss Open nel 1974, e al Japan Open Tennis Championships nel 1975. Nei tornei del Grande Slam ha ottenuto il suo miglior risultato raggiungendo i quarti di finale di doppio all'Open di Francia nel 1973 e nel 1974, entrambi in coppia con la connazionale Kazuko Sawamatsu.
In Fed Cup ha disputato un totale di 16 partite, collezionando 12 vittorie e 4 sconfitte.

## Statistiche

### Doppio

#### Finali perse (2)
| Numero | Anno            | Torneo                                 | Superficie | Compagna           | Avversarie in finale          | Punteggio |
| 1.     | 14 luglio 1974  | WTA Swiss Open, Gstaad                 |            | Michelle Rodriguez | Helga Hösl Lea Pericoli       | 2-6, 0-6  |
| 2.     | 9 novembre 1975 | Japan Open Tennis Championships, Tokyo |            | Kiyomi Nomura      | Ann Kiyomura Kazuko Sawamatsu | 2-6, 3-6  |